# Схуднення

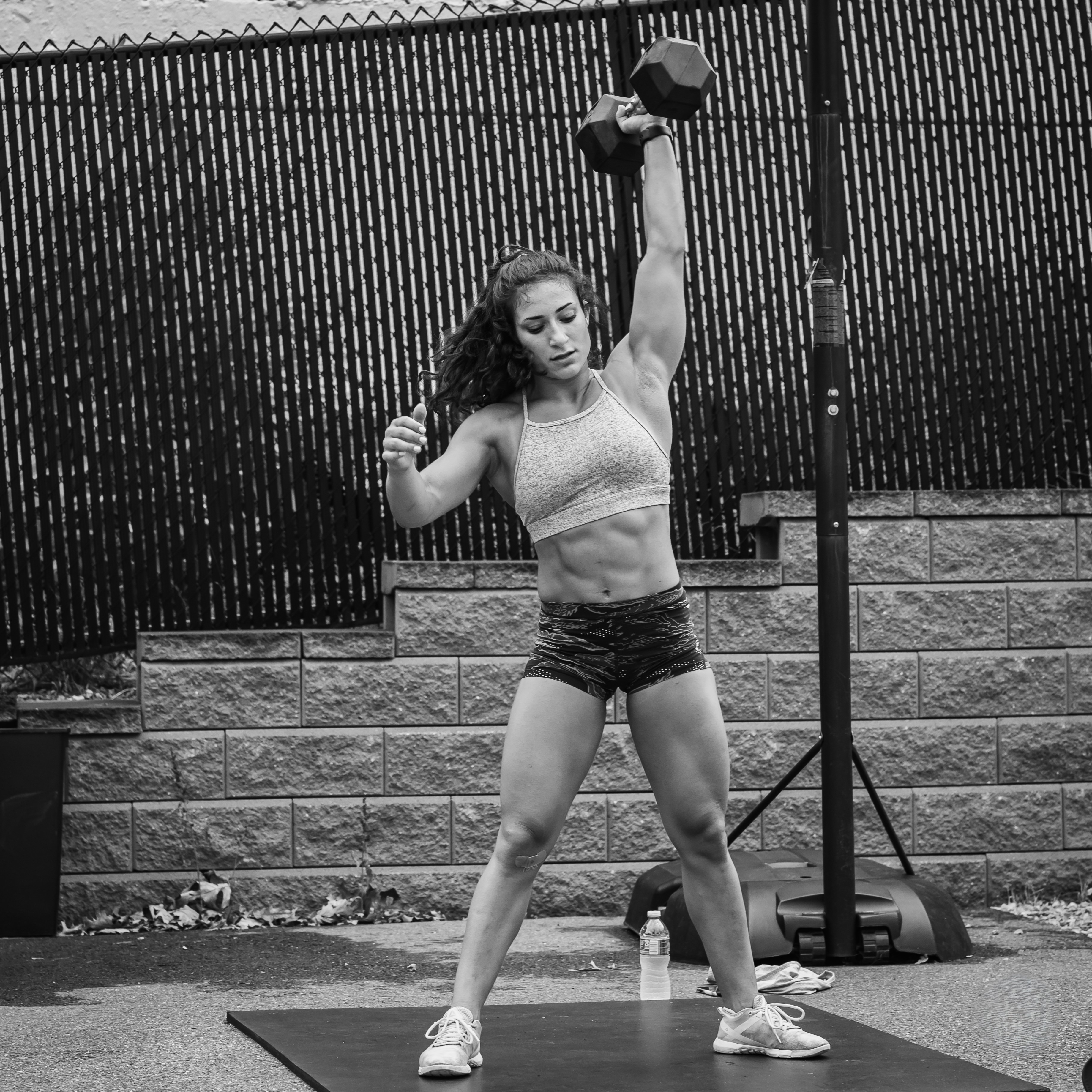
Високоінтенсивне інтервальне тренування є найефективнішим типом тренувань для зменшення жирової маси тіла

Схуднення — навмисне або ненавмисне зниження маси тіла живого організму. Може бути як метою при боротьбі з ожирінням, для підвищення фізичної привабливості, так і являти собою медичну проблему як симптом різних захворювань.

## Методики та інструменти
Раціональне харчування, дієта, фізичні вправи, інтервальне голодування — основні методи боротьби з ожирінням.
Інтервальне голодування призводить до більшої втрати ваги порівнянно з дієтою з обмеженим вмістом калорій.
Високоінтенсивне інтервальне тренування є найефективнішим типом фізичної активності для зменшення маси тіла.

## Соціальні та психологічні аспекти
Будь-яка дієта є тимчасовою і згодом, без опрацювання причин набору ваги, вона у більшості випадків повертається, адже людина як переїдала, так і продовжує переїдати. Дієвою є довготривала зміна способу життя і звичок харчування.
Крім фізіологічних причин набору зайвої ваги (наприклад, внаслідок гормональних захворювань), привести до набору зайвої ваги можуть соціальні (звичка поїсти «за компанію», їжа від нудьги) і психологічні причини (особиста нереалізованість, проблемні відносини з близькими, сильний стрес, самотність). Тому необхідно усувати насамперед причини переїдання — навчитися знаходити нові джерела задоволення, нові захоплення і розваги, що не мають відношення до їжі.
Таким чином для успішного зниження ваги важливо змінити ставлення до себе самого і до їжі, спосіб життя і мислення, а також обрати для себе правильний спосіб схуднення.
При нервовій анорексії схуднення (зниження маси тіла) стає основним рушійним мотивом особистості.

## Індекс маси тіла
Для вибору правильного способу схуднення спочатку необхідно визначити індекс маси тіла (ІМТ). Цей параметр є загальновизнаним у світі орієнтиром при боротьбі із зайвою вагою, він дозволяє швидко вибрати раціональну лікувальну тактику.
- Якщо індекс маси тіла людини менш як 18, їй не слід знижувати свою вагу. Навпаки, вважається, що у неї є дефіцит маси тіла, і їй бажано набрати вагу.
- Якщо індекс маси тіла людини 18,5-24,99 — це норма і схуднення не потрібне.
- Якщо ІМТ людини 25-29,99 — у неї дійсно є надлишкова маса тіла. Дієта і фізичне навантаження при цьому є найбільш раціональними лікувальними заходами.
- Якщо ІМТ людини 30-40, то це вже класифікується як ожиріння, яке вимагає лікувальних заходів, що проводяться під контролем лікаря. Як правило, крім дієти і фізичного навантаження лікар рекомендує прийом лікарських препаратів, спрямованих на зниження ваги (наприклад, ксенікал). Нині FDA (англ. Food and Drug Administration, рішення від 18 лютого 2011) дозволила виконання бандажування шлунку при ІМТ 30 і вище.
- Індекс маси тіла вище 40 є ознакою ожиріння, що загрожує життю пацієнта. При такій зайвій вазі пацієнтові показано хірургічне лікування (наприклад, бандажування шлунка), яке дає стабільне зниження ваги до норми.

## Інше
- У 1950-х роках цирковій актрисі Селесті Гейер за рік вдалося схуднути на 182 кілограми, з 251 до 69 кг, цей результат був внесений до Книги рекордів Гіннеса.
- Тренований спортсмен здатний за день витратити 12 000-20 000 ккал. Приміром, японська фігуристка Есіе Онда для участі в телевізійному шоу зуміла рівно за 30 днів схуднути більш ніж на 30 кг, з 78 до 46 кг.
- Результати, досягнуті в рамках телевізійного шоу The Biggest Loser в різних країнах:
  - У 2009 році 47-річній американці Хелен Філліпс за 22 тижні вдалося схуднути зі 116 до 53 кг.
  - У 2014 році 24-річній американці Рейчел Фредерікссон приблизно за пів року вдалося схуднути зі 118 до 47 кг.
  - В рамках цього ж шоу 45-річна американка Тумі Огунтала в ці ж терміни схудла зі 144 до 65 кг.
  - У 2011 році 34-річній ізраїльтянці Керен Гласснер в рамках телевізійного шоу Laredet за 24 тижні вдалося схуднути зі 133 до 58 кг. У 2012 році 32-річній кореянці Кім Юн-Хі в рамках телевізійного шоу DietWar 6 за 12 тижнів вдалося зменшитися зі 117 до 62 кг.
- За час проведення програми Весна з вересня 2011 року по вересень 2012 року 30 000 пацієнтів схудли на 400 тонн[9][10]

## Бізнес на схудненні
Зниження маси тіла відбувається при багатьох захворюваннях. Однак нині про схуднення частіше говорять як про результат свідомих заходів в цьому напрямку. За всю історію людства пропонувалася неймовірна кількість способів нормалізації ваги, але і до теперішнього часу, попри безліч розроблених дієт, проблема не вирішена остаточно.
Для багатьох людей (перш за все жінок) боротьба з ожирінням (дійсним або уявним) перетворена в свого роду нав'язливу ідею. Замість турботи про загальне оздоровлення організму люди починають стежити виключно за показаннями стрілки ваг. Відповідно, схуднення перетворено в прибутковий бізнес. Активно рекламуються різні «спалювачі жиру», «чудодійні» дієти, ліпосакція (операції з видалення жиру) і т. д. Вони часто завдають істотної шкоди здоров'ю.